# Богданов, Владимир Леонидович
Влади́мир Леони́дович Богда́нов (род. 28 мая 1951, Суерка, Тюменская область) — советский и российский инженер, организатор производства, предприниматель, генеральный директор и совладелец ПАО «Сургутнефтегаз».
Герой Труда Российской Федерации (2016). Заслуженный работник нефтяной и газовой промышленности Российской Федерации (1993). Лауреат Государственной премии Российской Федерации (2016).

## Биография
Владимир Леонидович Богданов родился 28 мая 1951 года в селе Суерка Суерского сельсовета Упоровского района Тюменской области, ныне село — административный центр Суерского сельского поселения того же района и области.
- В 1973 году окончил Тюменский индустриальный институт по специальности горный инженер по бурению нефтяных и газовых скважин.
- В 1973—1976 годах занимал различные должности в Нижневартовском управлении буровых работ № 1;
- В 1976—1978 годах занимал различные должности в Сургутском управлении буровых работ № 2 объединения «Сургутнефтегаз»;
- В 1978—1980 годах — заместитель начальника управления по бурению, заместитель генерального директора, начальник управления по бурению производственного объединения «Юганскнефтегаз» Главтюменнефтегаза Министерства нефтяной промышленности СССР (Нефтеюганск);
- В 1980 году — заместитель генерального директора — начальник управления по бурению ПО «Юганскнефтегаз» Главтюменнефтегаза Министерства нефтяной промышленности СССР (Нефтеюганск);
- В 1980—1981 годах — заместитель генерального директора ПО «Сургутнефтегаз» Главтюменнефтегаза Министерства нефтяной промышленности СССР (г. Сургут);
- В 1981—1983 годах — заместитель генерального директора — начальник управления по бурению ПО «Сургутнефтегаз»;
- В 1983—1984 годах — заместитель начальника Главного Тюменского производственного управления по нефтяной и газовой промышленности по бурению Министерства нефтяной промышленности СССР (Тюмень);
- В 1984—1993 годах — генеральный директор ПО «Сургутнефтегаз»;
- В 1990 году окончил Академию народного хозяйства при Совете Министров СССР. Защитил докторскую диссертацию в 2003 году, однако позднее в его диссертации были найдены заимствования из чужих работ[3]. Действительный член Академии горных наук и Академии естественных наук[2].
- С 1993 года по настоящее время — генеральный директор ПАО «Сургутнефтегаз».
- В ходе приватизации в 1994—1995 годах выкупил государственную долю в ОАО «Сургутнефтегаз» и получил контроль над компанией. Возглавляет советы директоров ряда дочерних предприятий ОАО «Сургутнефтегаз».

## Личное состояние
Обладая личным состоянием $ 3,3 млрд, в 2011 году занял 32-е место в списке 200 богатейших бизнесменов России (по версии журнала Forbes). К 2017 году его состояние упало до 1,9 млрд долл США (49 место).
| Показатель         | 2005 | 2006 | 2007 | 2008 | 2009 | 2010 | 2011 | 2012 | 2013 | 2014 | 2015 | 2016 | 2017 | 2018 | 2019 | 2020 |
| Состояние ($ млрд) | 2,3  | 4,4  | 3,5  | 2,9  | 1,9  | 2,4  | 3,3  | 2,9  | 3,2  | 2,6  | 2,0  | 1,7  | 1,9  | 1,8  | 1,6  | 1,3  |
| Место (в России)   | 17   | 20   | 28   | 40   | 21   | 31   | 32   | 34   | 32   | 39   | 44   | 44   | 49   | 55   | 58   | 64   |

## Санкции
С апреля 2018 года Богданов находится в санкционном списке специально обозначенных граждан и заблокированных лиц США.
8 апреля 2022 года, на фоне вторжения России на Украину, внесён в санкционный список всех стран Евросоюза как «бизнесмен, вовлеченный в сектор экономики, обеспечивающий существенный источник доходов Правительства РФ, которое отвечает за аннексию Крыма и дестабилизацию Украины».
Также был включен в санкционные списки Великобритании, Швейцарии, Украины и Японии.

## Награды
- Герой Труда Российской Федерации (21 апреля 2016 года) — за особые трудовые заслуги перед государством и народом[12]
- Орден «За заслуги перед Отечеством» II степени (28 мая 2006 года) — за большой вклад в развитие топливно-энергетического комплекса и многолетний добросовестный труд[13]
- Орден «За заслуги перед Отечеством» III степени (5 июня 2001 года) — за большой вклад в развитие нефтяной и газовой промышленности и многолетний добросовестный труд[14].
- Орден «За заслуги перед Отечеством» IV степени (14 октября 1997 года) — за заслуги перед государством, многолетний добросовестный труд и большой вклад в укрепление дружбы и сотрудничества между народами[15].
- Орден Почёта (5 декабря 2010 года) — за большой вклад в развитие топливно-энергетического комплекса и многолетний добросовестный труд[16].
- Орден Трудового Красного Знамени (1986 год)
- Орден «Знак Почёта» (1981 год)
- Медаль «За освоение недр и развитие нефтегазового комплекса Западной Сибири» (1984 год)
- Заслуженный работник нефтяной и газовой промышленности Российской Федерации (14 мая 1993 года) — за заслуги в области нефтяной и газовой промышленности и многолетний добросовестный труд[17]
- Почётная грамота Президента Российской Федерации (22 мая 2011 года) — за заслуги в развитии нефтегазового комплекса и многолетнюю добросовестную работу[18].
- Благодарность Президента Российской Федерации (30 мая 2012 года) — за достигнутые трудовые успехи и многолетнюю добросовестную работу[19].
- Благодарность Президента Российской Федерации (2 сентября 2007 года) — за заслуги в развитии нефтегазодобывающего комплекса[20].
- Орден «Полярная Звезда» (Якутия, 23 сентября 2008 года)[21].
- Орден Почёта (Белоруссия, 14 сентября 2001 года) — за большой личный вклад в развитие экономических связей между Республикой Беларусь и Российской Федерацией[22]
- Почётный нефтяник.
- Звание «Почетный гражданин Тюменской области» (2016 год)[23].
- Почётный гражданин г. Сургута (1997), Сургутского района (1998), Ханты-Мансийского АО (1999)[24].
- Почётный гражданин Ленинградской области (2011)[25]
- Орден преподобного Андрея Иконописца I степени (2023, РПЦ)[26].
- Государственная премия Российской Федерации в области науки и технологий (2016) — за создание рациональных систем разработки нефтяных, нефтегазовых и газонефтяных месторождений Западной Сибири
- Лауреат национальной премии бизнес-репутации «Дарин» Российской Академии бизнеса и предпринимательства[27] (2002, 2004 гг.).
- Благодарность правительства Российской Федерации (29 августа 2013 года) — за большой личный вклад в развитие топливно-энергетического комплекса и многолетний добросовестный труд[28]
- Лауреат национальной премии «Россиянин года» Российской Академии бизнеса и предпринимательства (2007 год)[27].